# Ferrovia Novska-Tovarnik
La ferrovia Novska-Tovarnik (Željeznička pruga Novska – Tovarnik – DG in croato), ufficialmente denominata ferrovia M105, è una linea ferroviaria croata che unisce la cittadina di Novska con la località di Tovarnik, presso il confine serbo. Oltrefrontiera forma parte della rete ferroviaria serba e prosegue verso Belgrado come ferrovia Šid-Belgrado.
La ferrovia, interamente elettrificata e a binario doppio, forma parte del corridoio paneuropeo X che unisce Salisburgo a Salonicco.

## Percorso
| Continuation backward |

| Unknown route-map component "CONTgq" | Unknown route-map component "ABZg+r" |  |

| Station on track |

| Stop on track |

| Small arched bridge over water |

| Station on track |

| Stop on track |

| Small arched bridge over water |

| Station on track |

| Small arched bridge over water |

| Stop on track |

| Station on track |

| Stop on track |

| Stop on track |

|  | Unknown route-map component "ABZgl" | Unknown route-map component "CONTfq" |

| Unknown route-map component "hKRZWae" |

| Stop on track |

| Station on track |

| Stop on track |

| Stop on track |

| Stop on track |

| Station on track |

| Stop on track |

| Unknown route-map component "SKRZ-Au" |

| Unknown route-map component "exCONTgq" | Unknown route-map component "eABZg+r" |  |

| Station on track |

| Unknown route-map component "hKRZWae" |

| Small arched bridge over water |

| Stop on track |

| Stop on track |

| Unknown route-map component "SKRZ-Au" |

| Station on track |

| Stop on track |

| Station on track |

| Unknown route-map component "SKRZ-Au" |

| Stop on track |

| Unknown route-map component "CONTgq" | Unknown route-map component "ABZg+r" |  |

| Station on track |

|  | Unknown route-map component "ABZgl" | Unknown route-map component "CONTfq" |

| Station on track |

| Stop on track |

| Stop on track |

|  | Unknown route-map component "eABZg2" | Unknown route-map component "exSTRc3" |

|  | Small arched bridge over water + Unknown route-map component "exSTRc1" | Unknown route-map component "exSTR+4" |

|  | Unknown route-map component "SPLa" | Unknown route-map component "exSTR" |

|  | Unknown route-map component "vSTR-DST" | Unknown route-map component "exSTR" |

|  | Unknown route-map component "SPLe" | Unknown route-map component "exSTR" |

| Unknown route-map component "CONTgq" | Unknown route-map component "ABZg+r" | Unknown route-map component "exSTR" |

|  | Station on track | Unknown route-map component "exSTR" |

| Unknown route-map component "+c" | Straight track | Unknown route-map component "xABZgxl+l" | Unknown route-map component "cCONTfq" |

| Unknown route-map component "c" | Unknown route-map component "CONTgq" | Unknown route-map component "exSTR+r" + Unknown route-map component "ABZglr" | Unknown route-map component "exABZgl+l" + Unknown route-map component "ABZqr" | Unknown route-map component "cCONTfq" |

|  | Unknown route-map component "eKRWg+l" | Unknown route-map component "exKRWr" |

| Stop on track |

| Station on track |

| Stop on track |

| Stop on track |

| Stop on track |

| Station on track |

| Stop on track |

| Stop on track |

|  | Unknown route-map component "eABZg+l" | Unknown route-map component "exCONTfq" |

| Stop on track |

| Station on track |

| Unknown route-map component "GRZq" + Restricted border on track |

| Station on track |

| Unknown route-map component "exCONTgq" | Unknown route-map component "eABZgr" |  |

| Continuation forward |